# Julepe

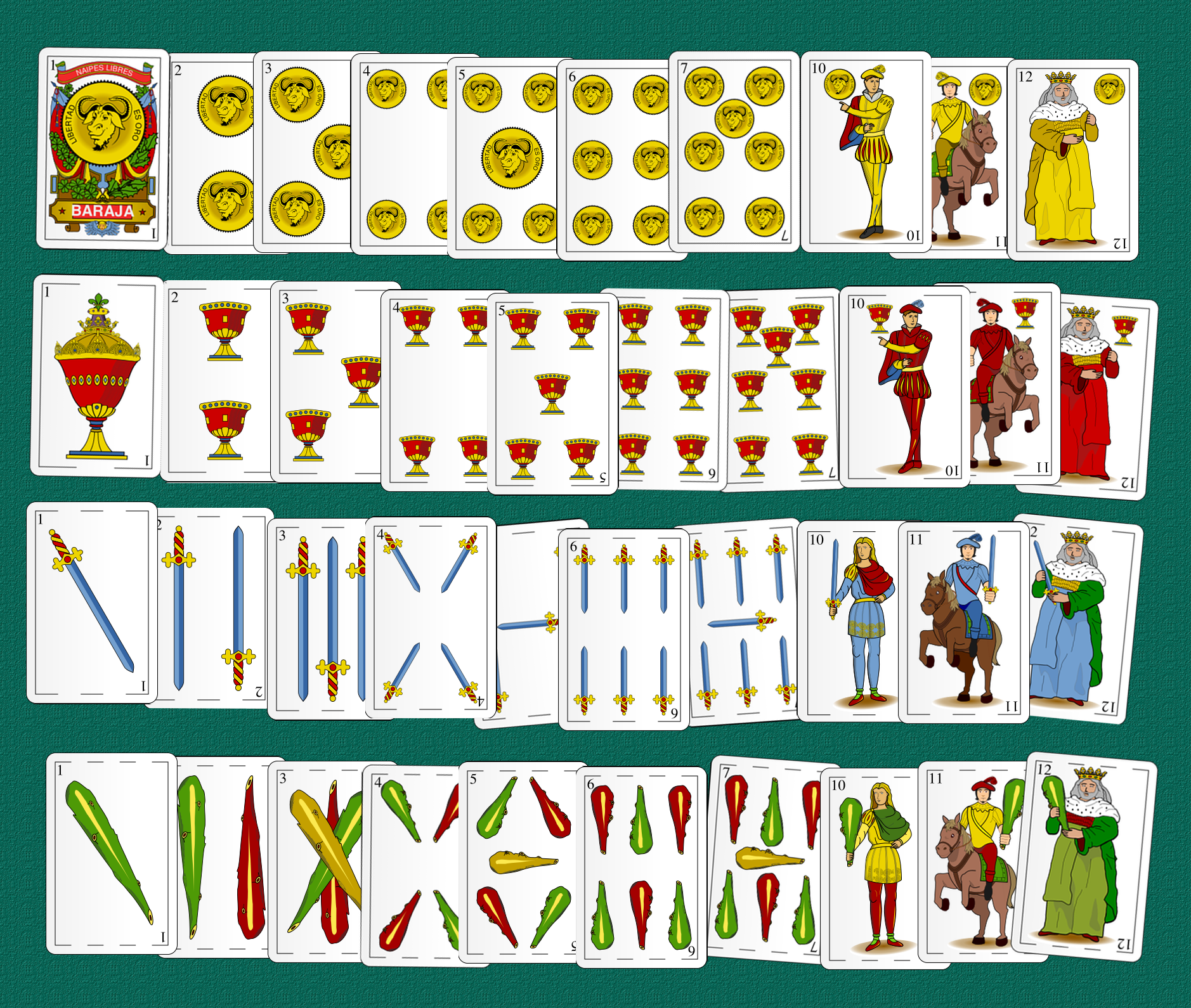
Barajas españolas, con los cuatro palos: oros, copas, espadas y bastos, con las que se juega al Julepe.

El julepe es un juego de naipe español (baraja española), variante de la brisca, pero con apuesta de dinero, Se puede jugar de a tres a nueve jugadores. Para este juego se utiliza la baraja española sin los ochos y nueves.

## Objetivo
Para ganar una partida, el jugador debe tener la carta más alta del triunfo. En juego, de no lanzar triunfo, gana, la pinta del jugador que es mano, la carta más alta del palo lanzada por el primer jugador. Se han de conseguir por lo menos dos puntos para ganar puntos. Si el rival hace menos de uno tendrá que dar los puntos apostados de sus puntos, que se restarán.

## El juego
En cada juego cada jugador debe echar una carta, y el que eche la más alta gana el juego y se gana las apuestas de ese primer juego, teniendo en cuenta que:
a) si el primer jugador en lanzar tiene el As del palo que es triunfo se recomienda lanzarlo, en caso contrario renunciar, pues con esta acción obliga a los otros jugadores a lanzar el triunfo que tengan
b) si el primer jugador parte con un palo distinto al triunfo, obliga al resto de los jugadores a seguir con el palo, si se descubre que no jugó correctamente está obligado a renunciar, con lo que se castiga además con Caer, o, en caso de que no tengan el palo, tiene que tirar del palo que es triunfo, de no tener ninguna de las anteriores puede tirar cualquier naipe
c) en caso de que todas las cartas sean del mismo palo, gana el que haya lanzado la más alta.
d) en caso de que se haya empezado la partida con un palo distinto al triunfo y se haya lanzado un triunfo, y el jugador que le toca no puede cargar, este no se le Obliga a cargar el triunfo pudiendo tirar cualquier carta.

### Repartir
Para comenzar el juego se reparte de a una carta a cada jugador boca arriba hasta que salga la primera carta de palo de oros. El jugador que reciba esa carta será el primer repartidor, y se establece el orden de partida siguiendo por la persona que esta a su derecha en la próxima ronda. Quien reparte (5 cartas) selecciona el tipo de juego que va a realizar pudiendo ser este una Apuesta Normal o una Apuesta Ciega, para la cual debe definir su apuesta antes de empezar a repartir, y los jugadores deben colocar la misma apuesta antes de recibir sus cartas, a continuación se reparten cinco cartas a cada jugador.

### Triunfo
Tras haber repartido, se coloca el mazo de cartas en medio de la mesa, se levanta la primera carta y se coloca boca arriba. El palo de esta carta se considera triunfo, y las cartas de este palo ganan a las de los demás, el jugador que repartía se queda la carta de triunfo que ha levantado y después al tener una más se descartará de una el jugador que reparte puede tomar esa carta, sin haber visto aún las suyas, pero con la condición de ganar 2 apuestas en caso contrario va a Caer por no cumplir con la condición.

### Apuesta Normal
Ahora se comienza a jugar. El jugador de la derecha de quien ha repartido decide si juega o no, y así hasta terminar la ronda, donde el último jugador en decidir si juega o no es el repartidor, si ningún jugador decide jugar se reparte nuevamente y el repartidor continua. Si solo decide jugar un jugador se ofrece la viuda, primero al Caer, y si no decide, al resto de los jugadores partiendo por el de la derecha del repartidor, si nadie quiere la Viuda, se ha de jugar contra el que ha repartido. Dentro de los jugadores que decidieron jugar, el primero que se encuentre a la derecha del repartidor lanza una carta. Después el jugador de su derecha lanza otra carta, intentando superar la del primero, bien echando una carta mayor del mismo palo o bien echando un triunfo si no tiene del palo lanzado inicialmente, el jugador que gane la primera mano tiene un triunfo, y así hasta jugadas las tres manos (una mano es una carta), Si un jugador que jugó no ganó o no cumplió con algún tomo o la Viuda o renunciar al pozo, este jugador cae.

### Apuesta Ciega
El Repartidor reparte tres cartas a cada jugador, que no pueden ver los jugadores, y todos están obligados a jugar; empieza el jugador de la derecha del repartidor, mostrando su primera carta, y según quien gane la mano empieza la siguiente, así sigue hasta terminar la jugada, todos los jugadores que no ganaron, caen (Caer).

### Viuda
Cuando solo un jugador va al juego se le ofrece la Viuda a los demás jugadores, los cuales están obligados a cumplir con la cantidad de viudas que pidan (una viuda son tres cartas). 

### Caer
Es cuando un jugador no cumplió con un tomo, con una viuda, o no ganó ninguna de las manos, este jugador tiene que colocar en la zona de apuesta el total de las apuestas al momento de su caída (Ejemplo: si jugaron 3 jugadores y apostaron 3 fichas, debe colocar 9 fichas) cada uno de los caídos, liberando de apostar a los demás jugadores.

### Renunciar
Renuncia al pozo cuando no juega de acuerdo a las reglas distribuyendo el pozo obtenido entre los ganadores. 

### Obliga
Condición que obliga a cargar ya sea la misma pinta que se tiró inicialmente, o de no tener a cargar si es un triunfo.
Siempre obliga si así lo quiere el que reparte, y hay que obligar con una figura (sota, caballo o rey). Se coge la carta pintada y se descarta otra. El que ha obligado, está obligado a hacer 2 bazas como mínimo.